# Тодор Абазов
Тодор Георгиев Абазов е български журналист.

## Биография
Той е роден на 21 юни 1926 година в Кюстендил. От 1945 година работи като журналист, първоначално във вестник „Народна младеж“, а след това в списанията „Наша родина“ и „Септември“. През 1953 година завършва право в Софийския университет „Климент Охридски“. През 1966-1977 година е заместник главен редактор на вестник „Народна култура“, а през 1977-1990 година е главен редактор на списание „Български журналист“. От 1989 година е професор по журналистика в Софийския университет.
Член на Съюза на българските писатели, Съюза на българските журналисти, Съюза на българските филмови дейци.
Тодор Абазов е женен за художничката Магда Абазова (1923-2011).
Умира на 5 май 2016 г.